# Воєнний коледж Повітряних сил США
Воєнний коледж Повітряних сил США (англ. Air War College; (AWC) — вищий військовий навчальний заклад Військово-повітряних сил Сполучених Штатів Америки, що розташований на повітряній базі Максвелл у місті Монтгомері в штаті Алабама. Воєнний коледж Повітряних сил США разом з Воєнними коледжами ВМС та армії входять у трійку вищих навчальних закладів міністерства оборони США.

## Зміст
Воєнний коледж Повітряних сил США заснований 1946 року Військовим міністерством країни з метою створення вищого навчального закладу підготовки фахівців військової авіації за відповідними програмами. Він здійснює навчання старшого офіцерського складу Повітряних сил США, цивільного персоналу, офіцерів інших видів збройних сил країни, а також іноземних слухачів за програмою підготовки керівного складу для подальшого просування по службі в ранзі до генерал-лейтенанта включно.
Основним контингентом для навчання у Воєнному коледжі Повітряних сил є офіцери Повітряних сил, Сухопутних військ, Корпусу морської піхоти у ранзі підполковник-полковник, ВМС США та Берегової охорони в ранзі командер та капітан, а також цивільного персоналу, що посідає відповідні посади у різних федеральних відомствах та департаментах.